# Calydorea undulata
Calydorea undulata är en irisväxtart som beskrevs av Pierfelice Ravenna. Calydorea undulata ingår i släktet Calydorea och familjen irisväxter. Inga underarter finns listade i Catalogue of Life.